# 2026年冬季奥林匹克运动会阿根廷代表团
2026年冬季奥林匹克運動會阿根廷代表團是阿根廷所派出的第25届冬季奥林匹克运动会代表團。这是该国第21次参加冬季奥运。

## 高山滑雪
阿根廷迄今已有一名男子及一名女子高山滑雪运动员通过基本配额认证。